# De Vakantierechter
De vakantierechter was een Nederlands televisieprogramma van de NCRV, bedacht door Erik Latour. Het televisieprogramma was een spin-off van de Rijdende Rechter en werd tot 2008 uitgezonden. In het programma konden mensen en organisaties geschillen voorleggen aan een rechter die een bindende uitspraak deed.
Bij De vakantierechter werd niet officieel rechtgesproken. Beide partijen tekenden een contract waarin zij aangaven akkoord te gaan met de uitspraak van een bindend adviseur. In dit geval was dat mr. Frank Visser, die in het dagelijks leven als rechter (vicepresident) verbonden was aan het kantongerecht in Zaandam.
De vakantierechter werd uitgezonden in de zomerperiode en er werden vakantiegerelateerde zaken in behandeld.